# Roberto da Salle
Roberto da Salle, al secolo Santuccio (Salle, 1272 circa – Morrone del Sannio, 18 luglio 1341), è stato un abate italiano, discepolo di Pietro del Morrone (poi papa Celestino V) e procuratore generale della congregazione dei Celestini dell'Ordine di San Benedetto. È venerato come beato dalla Chiesa cattolica che ne celebra la memoria il 18 luglio.

## Biografia
Nato a Salle, in Abruzzo, attorno al 1272 fece il suo ingresso nella congregazione dei Celestini dell'ordine benedettino, divenendo uno dei più fedeli discepoli del fondatore, Pietro del Morrone.
Aveva appena terminato il noviziato quando, nel 1294, Pietro venne eletto papa assumendo il nome di Celestino V. Assieme ai confratelli Tommaso di Ocre e Francesco Ronci da Atri, a Roberto venne offerta la dignità cardinalizia, ma lui preferì restare nel suo monastero di Santo Spirito a Majella (questa decisione venne esaltata anche nel De vita solitaria di Petrarca): per questo nell'arte Roberto da Salle è solitamente rappresentato con la berretta rossa ai piedi.
Nel 1298 venne ordinato sacerdote e si stabilì nel monastero di San Giorgio a Roccamorice; dal 1310 al 1317 fu procuratore dell'eremo di Santo Spirito a Majella; fondò poi il monastero di Santa Croce di Roccamontepiano; nel 1320 fondò un nuovo monastero a Gessopalena, dove rimase come priore fino al 1321. Da priore, nel 1321 fondò il monastero dell’Annunziata a Guglionesi, Campobasso, sulla porta si trovava una lapide in cui era scritto l’anno dell'apertura 1331.
Nel 1327 venne eletto Procuratore Generale della Congregazione: restaurò, visitò e fondò parecchi monasteri (a Caramanico, Lama dei Peligni, Atessa e quello della Civitella, a Chieti).
Si spense a Morrone del Sannio nel 1341.

## Culto

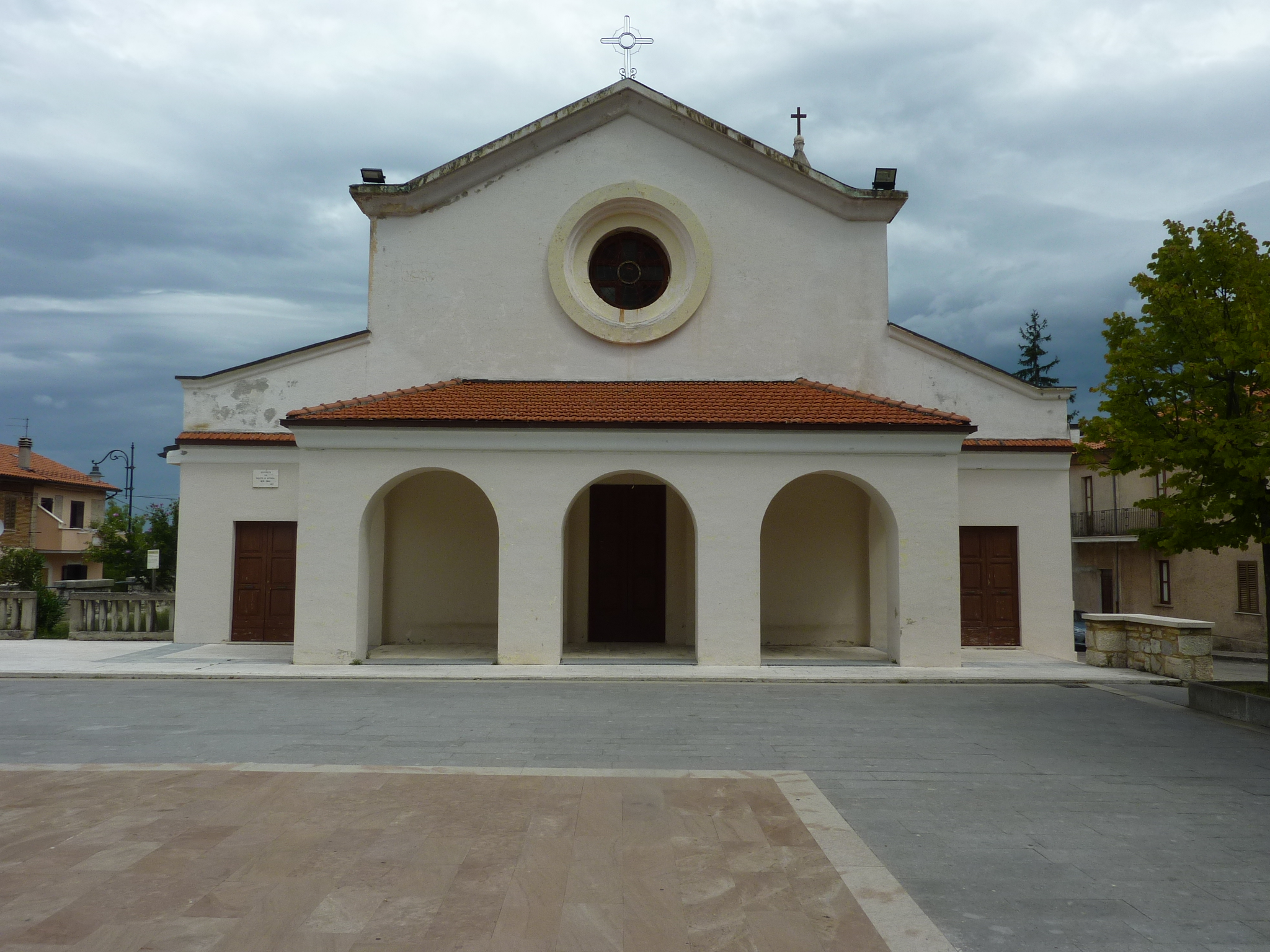
Chiesa madre di Salle, dove sono conservate le reliquie del beato Roberto

Nel 1342 la sua salma venne traslata nella Badia di Santo Spirito a Sulmona: dopo la soppressione dell'ordine (1807) le sue reliquie vennero traslate a Salle, presso il castello medievale, nella cappella omonima.
Con il terremoto della Majella del 1933 Salle vecchia, che sorgeva accanto al castello, viene gravemente danneggiata, così come il castello; allora, quando si decide la ricostruzione da zero del nuovo centro di Salle, a valle, le reliquie vengono definitivamente trasferite nella nuova parrocchia del Santissimo Salvatore.